# Leptodactylus silvanimbus
Leptodactylus silvanimbus é uma espécie de anfíbio  da família Leptodactylidae.
É endémica das Honduras.
Os seus habitats naturais são: regiões subtropicais ou tropicais húmidas de alta altitude, rios intermitentes, pastagens e lagoas.
Está ameaçada por perda de habitat.